# 宇多河荘
宇多河荘（庄）（うだがわのしょう）は伯耆国汗入郡に存在した荘園で、現在の米子市淀江町東部を中心とする。宇多川荘とも書く。

## 沿革
平安時代後期、寄進地系荘園として成立した。鎌倉時代までは近江日吉社を領家（本家：延暦寺）として推移したとみられる。
鎌倉時代に入ると宇多河東荘・上荘・下荘という呼称がみられる。東荘は長講堂領となるが、日吉社が他からの妨害を防ぐために一部を寄進したものと推定され、その「給人」は円智（平親範）から勧修寺家代々に相続されている。一方、上下荘の地頭は来迎院が任じられたが、うち上荘は1270年から南北朝期まで山内首藤氏が代々相続する。
室町時代には、大山寺領としての史料があり、上下荘は本家：延暦寺から大山寺に譲与されたものと考えられる。

### 平安時代
初見は平安時代後期、保元年間（1156～1158年）に遡り、僧心豪が代々相続してきた当荘を、彼岸の油代として日吉社に寄進する。続いて1163年（長寛元年）には、同じ日吉社へ相撲会の費用として再寄進されたが、この時四至牓示がなされ、荘園として確立した。僧心豪は領主：日吉社のもと「沙汰人」の地位を得たとみられる。

### 鎌倉時代
鎌倉時代以降の史料をみると、宇多河荘は宇多河東荘・上荘・下荘との呼称がみられる。その内部を区分、あるいは拡張したものと見られるが、西荘は史料でその存在が確認できず、東荘は上・下荘の区域を西と見た場合の東側の意と推察される。
まず宇多河東荘についてみると、その初見は1214年（建保2年）の『平親範置文案（経俊卿記紙背文書）』で、円智（平親範）は当東荘を含む私領3ヶ所を自ら再興した出雲寺の一堂に寄進する。しかし、それは間もなく撤回されたとみられ、1250年（建長2年）には宣陽門院（後白河法皇の皇女）領とする当東荘が、吉田資経（平親範の孫）から経俊に相続され、勧修寺家に所領が渡っている。この後1275年（建治2年）には経俊から俊定に、1328年（嘉暦3年）には定資から俊実に、それぞれ勧修寺家の嫡流によって伝領されていった。
なおこの宇多河東荘は、1224年（貞応3年）の『宣陽門院覲子内親王所領目録（島田文書）』や、1250年の処分状にも記載のとおり宣陽門院領（長講堂領）となっている。平親範から勧修寺家代々は宣陽門院のもとにその「給人」であったと考えられる。『角川日本地名大辞典』では、当東荘は、宇多河荘の領家：日吉社が他からの妨害を防ぐためにその一部を後白河法皇に寄進したことによって成立したものと推定されている。
次に宇多河上下荘についてみると、その初見は1220年（承久2年）の『日吉社司解（民経記紙背文書）』で、小比叡社（日吉社の東宮）の社司が、皇居造営のため社領宇多川上下荘の負担免除を上申している。また1319年（元応元年）には、上下荘を示すとみられる「宇多河荘」は二宮季節神料所として小比叡社の神主が知行とある。日吉社（小比叡社）が領家的地位にあったものと推定され、平安時代後期から少なくとも160年以上にわたり、その関係が続いていることがわかる。また史料の信憑性に若干疑問はあるものの『大山寺縁起（続群書類従）』で、宇多川荘は山門（延暦寺）領として見え、領家：日吉社の上には本家として延暦寺があったと推定される。
一方、地頭には、1205年（元久2年）、大原来迎院が任じられたが、このうち上荘は1270年（文永7年）の下知状によって山内首藤氏に安堵され、以後代々相伝された。大原来迎院の地頭職は下荘に限定されることとなったものと考えられる。

### 室町時代前期（南北朝期）
1345年（興国6年/貞和元年）、山内首藤時通が養子松若丸（通忠）に、宇多河上荘のうち公文名の屋敷田畠を譲っている。前述のように1270年、上荘の地頭職が山内首藤氏に安堵されるが、この譲状には当荘を含む所領が、時業までは代々、時業から一時時通の乳母を経て、時通に相続されてきたことが記載されている。

### 室町時代から戦国時代
1403年（応永10年）、守護：山名氏之が宇多河荘を大山寺に寄進しており、前述のとおり、本家：山門（延暦寺）領であった宇多河上下荘の支配権が大山寺に譲与されたと推定される。年月日不詳であるが戦国時代、宇多河荘の重書が大山寺法明院に渡っており、その後も上下荘の支配権は大山寺にあったとみられる。

## 荘域
『伯耆民諺記』や郡郷帳によると、中西尾、本宮、西尾原、福浜（頼）、外構（富繁）、高井谷、稲吉、寺内（上淀）、北尾、田井（福井）、今津、平田、鶴田（保田）、淀江の14村とする。宇田川流域にあたり、条里が残る地域である。
東荘および上・下荘の位置は明確でないが、福岡・稲吉地区の3か所に「荘境」の小字名が残る。上・下荘については、『淀江町誌』では平野の中央を縦貫する条里の基線から東を上荘、西を下荘としたと推定するが、近世鳥取藩の行政区画に基づくと『角川日本地名大辞典』にあるように宇田川上中流域を上荘、下流域を下荘としたと考えられる。東荘については、『淀江町誌』では小字名「荘境」に挟まれた平野南東部を想定するが、定かでない。